# Ordre de bataille lors de la bataille de la Stones River
Ce qui suit est l'ordre de bataille des forces militaires en présence lors de la Bataille de Stones River, appelée Bataille de Murfreesboro par les Confédérés qui eut lieu du 31 décembre 1862 au 2 janvier 1863 lors de la guerre civile américaine, appelée également Guerre de Sécession.

## Abréviations utilisées

### Grades (Union - Confédération)
- Lieutenant général -  Lieutenant général
- Major général -  Major général
- Brigadier général -  Brigadier général
- Colonel -  Colonel
- Lieutenant colonel -

### Autre
- (b) = blessé
- mb = mortellement blessé
- (†) = tué
- (PDG) = capturé

## Forces de l'Union
Les forces Nordistes, de 60 000 hommes, sont composées de l’Armée de Cumberland commandée par le Major Général William Starke Rosecrans.

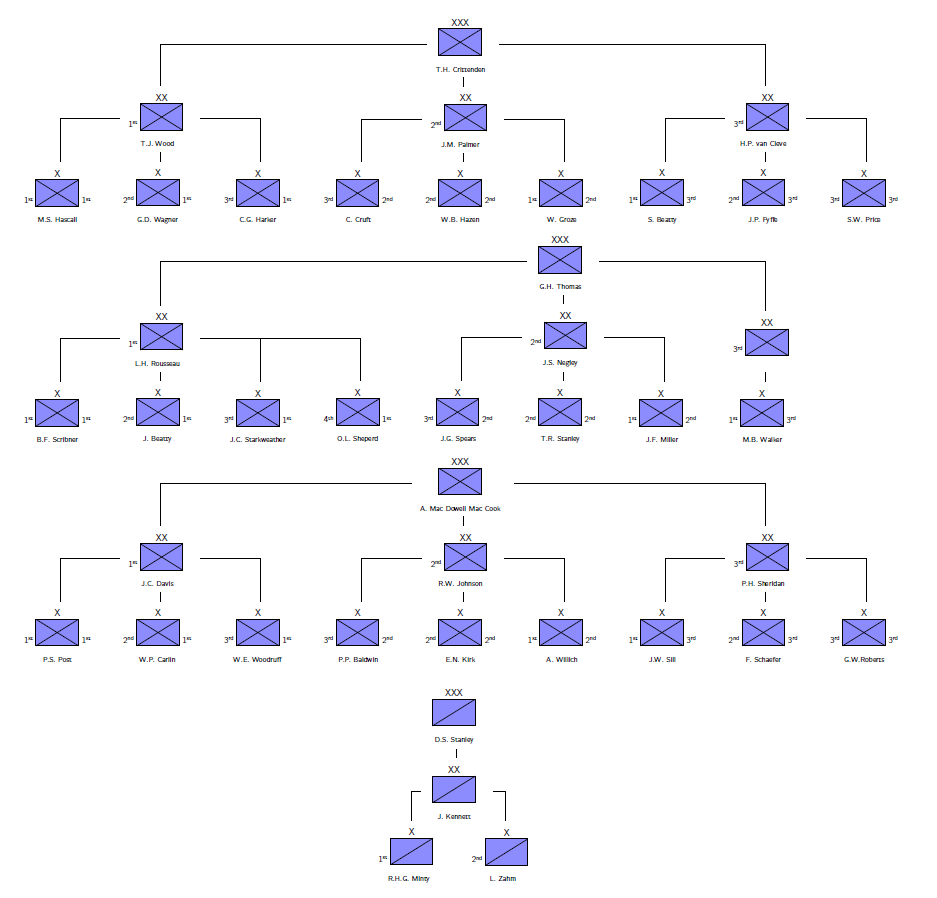
Troupes de l'Union à la bataille de Stones River

- Aile Droite :  Major général Alexander Mac Dowell Mac Cook.
  - 1e division :  Brigadier général Jefferson Columbus Davis.
    - 1e brigade :  Colonel P. S. Post.
    - 2e brigade :  Colonel W. P. Carlin.
    - 3e brigade :  Colonel W. E. Woodruff.

  - 2e division : Brigadier général Richard W. Johnson.
    - 1e brigade :  Brigadier général A. Willich  (PDG), puis  Colonel W. Williams, puis  Colonel W. H. Gibson.
    - 2e brigade : Brigadier général Edward Needles Kirk  (b), puis  Colonel J. B. Dodge.
    - 3e brigade :  Colonel P. P. Baldwin.

  - 3e division :  Brigadier général Philip Henry Sheridan.
    - 1e brigade :  Brigadier général Joshua Woodrow Sill (†), puis  Colonel N. Greusel.
    - 2e brigade :  Colonel F. Schaefer (†), puis  Lieutenant colonel B. Laiboldt.
    - 3e brigade :  Colonel G. W. Roberts (†), puis  Colonel L. P. Bradley.
- Centre :  Major général George Henry Thomas.
  - 1e division :  Major général Lovell Harrison Rousseau.
    - 1e brigade :  Colonel B. F. Scribner.
    - 2e brigade :  Colonel J. Beatty.
    - 3e brigade :  Colonel J. C. Starkweather.
    - 4e brigade :  Lieutenant colonel O. L. Sheperd.

  - 2e division :  Brigadier général James Scott Negley.
    - 1e brigade :  Brigadier général James Gallant Spears.
    - 2e brigade :  Colonel T. R. Stanley.
    - 3e brigade :  Colonel J. F. Miller.

  - 3e division.
    - 1e brigade :  Colonel M. B. Walker.
- Aile Gauche :  Major général Thomas Leonidas Crittenden.
  - 1e division :  Brigadier général Thomas John Wood  (b), puis  Brigadier général Milo Smith Hascall.
    - 1e brigade :  Brigadier général Milo Smith Hascall, puis  Colonel G. P. Buell.
    - 2e brigade :  Colonel G. D. Wagner.
    - 3e brigade :  Colonel C. G. Harker.

  - 2e division :  Brigadier général John Mac Auley Palmer.
    - 1e brigade :  Brigadier général Charles Cruft.
    - 2e brigade :  Colonel W. B. Hazen.
    - 3e brigade :  Colonel W. Grose.

  - 3e division :  Brigadier général Horatio Phillips van Cleve,  Colonel S. Beatty.
    - 1e brigade :  Colonel S. Beatty,  Colonel B. C. Grider.
    - 2e brigade :  Colonel J. P. Fyffe.
    - 3e brigade :  Colonel S. W. Price.
- Corps de cavalerie :  Brigadier générall David Sloane Stanley.
  - Division de cavalerie :  Colonel J. Kennett.
    - 1e brigade de cavalerie :  Colonel Robert Horatio George Minty.
    - 2e brigade de cavalerie :  Colonel Lewis Zahm.

  - Cavalerie de réserve :  Brigadier général David Sloane Stanley.

## Forces de la Confédération
Les forces Sudistes, fortes de 45 000 hommes de l'armée du Tennessee sont commandées par  le général Braxton Bragg.
- Corps du  Lieutenant général Leonidas Polk.

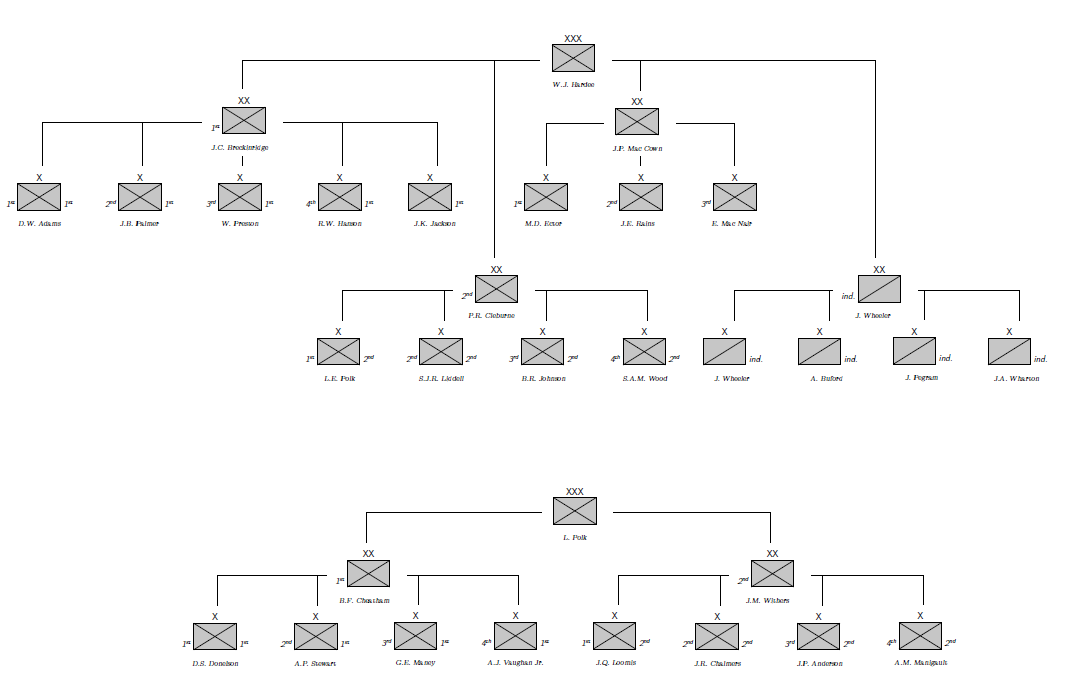
Troupes confédérées à la bataille de Stones River

  - 1e division :  Major général Benjamin Franklin Cheatham.
    - 1e brigade :  Brigadier général Daniel Smith Donelson.
    - 2e brigade :  Brigadier général Alexander Perter Stewart.
    - 3e brigade :  Brigadier général George Earl Maney.
    - 4e brigade du brigadier général Preston Smith :  Colonel Alfred Jefferson Vaughan Jr..

  - 2e division :  Major général Jones Mitchell Withers.
    - 1e brigade du brigadier général Zachariah Cantey Deas :  Colonel J. Q. Loomis, puis   Colonel J. Coltart.
    - 2e brigade :  Brigadier général James Ronald Chalmers,  Colonel T. W. White.
    - 3e brigade du brigadier général Edward Cary Walthall :  Brigadier général J. P. Anderson.
    - 4e brigade du brigadier général J. P. Anderson :  Colonel Arthur Middleton Manigault.
- Corps du  Lieutenant général William Joseph Hardee.
  - 1e division :  Major général John Cabell Breckinridge.
    - 1e brigade :  Brigadier général Daniel Weisiger Adams,  Colonel R. L. Gibson.
    - 2e brigade : colonel J. B. Palmer,  Brigadier général Gideon Johnson Pillow.
    - 3e brigade :  Brigadier général William Preston.
    - 4e brigade :  Brigadier générall Roger Weightman Hanson,  Colonel R. P. Trabue.
    - Brigade du  Brigadier général John King Jackson.

  - 2e division :  Major général Patrick Ronayne Cleburne.
    - 1e brigade :  Brigadier général Lucius Eugene Polk.
    - 2e brigade :  Brigadier général Saint John Richardson Liddell.
    - 3e brigade :  Brigadier général Bushrod Rust Johnson.
    - 4e brigade :  Brigadier général Sterling Alexander Martin Wood.

  - Division du  Major général John Porter McCown.
    - 1e brigade :  Brigadier général Mathew Duncan Ector.
    - 2e brigade :  Brigadier général James Edwards Rains (†),  Colonel Robert Brank Vance.
    - 3e brigade :  Brigadier général Evander Mac Nair,  Colonel R. W. Harper.

  - Division de cavalerie indépendante :  Brigadier général Joseph Wheeler.
    - Brigade de cavalerie   Brigadier général Joseph Wheeler.
    - Brigade de cavalerie  Brigadier générall Abraham Buford.
    - Brigade de cavalerie  Brigadier général John Pegram.
    - Brigade de cavalerie  Brigadier général John Austin Wharton.